# Smrčí (Nový Kostel)
Smrčí (německy Krondorf) je zaniklá vesnice na území obce Nový Kostel, v k. ú. Smrčí u Nového Kostela v okrese Cheb v Karlovarském kraji. Úředně byla vesnice zrušena v roce 1973.
Smrčí (Smrčí u Nového Kostela) je také název katastrálního území o rozloze 4,28 km².

## Historie
První písemná zmínka o vesnici pochází z roku 1348. Smrčí bylo v roce 1869 pod názvem Krondorf (Smrčí) osada obce Neukirchen (Nový Kostel) v okrese Cheb, v roce 1880–1930 pod názvem osada obce Zweifelsreuth (Čižebná) v okrese Cheb, v roce 1950 osada obce Čižebná v okresech Cheb, v roce 1961–1973 část obce Nový Kostel v okrese Cheb. Od 1. 1. 1974 se jako část obce neuvádí.
Vesnice byla uváděna jako majetek panství Lesná, později patřila k lubskému panství. Muži se zaobírali výrobou součástek pro hudební výrobu a ženy výrobou výšivek a krajkářstvím.
Po druhé světové válce postihl vesnici odsun německého obyvatelstva a po válce došlo jen k částečnému dosídlení. Po nuceném vysídlení německých obyvatel byly osídleny jen statky, které se po roce 1952 staly součástí Čižebné a ve Smrčím bylo zažádáno o demolici 11 domů. Poslední byla zrušena k 1973 a to zde již nebyl žádný stojící dům.

## Přírodní poměry
Území obce se nachází na nejzápadnějším okraji Krušných hor. Východně od okraje části vesnice se nachází vodní nádrž Horka, která zásobuje Sokolovskou pánev vodou.

## Obyvatelstvo
Při sčítání lidu v roce 1921 zde žilo 108 obyvatel, všichni německé národnosti, kteří se hlásili k římskokatolické církvi.
| Rok            | 1869 | 1880 | 1890 | 1900 | 1910 | 1921 | 1930 | 1950 | 1961 | 1970 | 1980 | 1991 | 2001 | 2011 |
| -------------- | ---- | ---- | ---- | ---- | ---- | ---- | ---- | ---- | ---- | ---- | ---- | ---- | ---- | ---- |
| Počet obyvatel | 149  | 149  | 132  | 114  | 118  | 108  | 88   | 28   | 3    | —    | —    | —    | —    | —    |
| Počet domů     | 22   | 22   | 22   | 20   | 20   | 20   | 20   | 19   | —    | —    | —    | —    | —    | —    |